# Список главных тренеров, выигравших Кубок Либертадорес
Ниже представлен список главных тренеров, выигравших Кубок Либертадорес.
Уругвайский тренер Роберто Скароне стал первым тренером, выигравшим Кубок Либертадорес в 1960 году с «Пеньяролем» из Монтевидео. Аргентинские тренеры доминировали в турнире в 1960-е и 1970-е годы, выиграв по шесть розыгрышей Кубка в каждое из десятилетий; в 2000-е годы аргентинцы выиграли со своими командами уже шесть трофеев (причём, в двух случаях это были не аргентинские клубы — парагвайская «Олимпия» в 2002 году завоевала трофей под руководством Нери Пумпидо, а эквадорский ЛДУ в 2008 году возглавлял Эдгардо Бауса). В 1990-е годы шесть из 10 кубков завоевали бразильские тренеры. Уругвайские специалисты по три раза завоёвывали трофей в 1960-е и 1970-е годы и четырежды — в 1980-е годы (лучший показатель десятилетия). Лишь ещё представители трёх стран смогли выиграть трофей — трижды это удавалось колумбийцам, два раза (причём подряд) бразильские команды к трофею приводили португальцы и один раз, в 1991 году, югослав (хорват) Мирко Йозич выиграл турнир с чилийским «Коло-Коло». Самыми успешными тренерами в Кубке Либертадорес являются аргентинские специалисты, которые выиграли этот турнир в общей сложности 27 раз.
Лишь аргентинец Карлос Бьянки выигрывал этот турнир четырежды — один раз в качестве главного тренера «Велес Сарсфилда» в 1994 году и трижды руководя «Бокой Хуниорс» (в 2000, 2001 и 2003 годах). Четыре человека выигрывали Кубок Либертадорес и в качестве игрока, и в качестве тренера, а именно: Луис Кубилья (как игрок в 1960, 1961, 1966 годах, как тренер — в 1979 и 1990 годах), Хосе Омар Пасториса (1972 и 1984 годы), Нери Пумпидо (1986 и 2002 годы) и Марсело Гальярдо (как игрок в 1996 и как тренер в 2015 и 2018 годах).
Пятеро тренеров выигрывали турнир с двумя разными клубами: уже упоминавшийся выше Карлос Бьянки, Луис Фелипе Сколари с «Гремио» 1995 и «Палмейрасом» в 1999 году, Пауло Аутуори с «Крузейро» в 1997 и «Сан-Паулу» в 2005 годах, а также аргентинский специалист Эдгардо Бауса, в 2008 году завоевавший трофей с эквадорским ЛДУ Кито, и в 2014 году повторивший успех с «Сан-Лоренсо». Кроме того, Абел Брага в 2006 году выиграл трофей с «Интернасьоналом», а в 2019 году, выведя «Фламенго» в плей-офф, покинул команду. В остальных матчах, включая победный финал, «Фламенго» тренировал португальский специалист Жорже Жезуш. Он стал вторым европейским тренером после югослава Мирко Йозича в 1991 году, которому удалось привести южноамериканский клуб к победе в данном турнире. В розыгрышах 2020 и 2021 годов бразильский «Палмейрас» к победам приводил другой португальский специалист — Абел Феррейра.

## Список победителей по годам

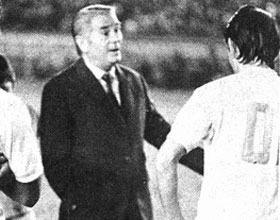
Уругваец Роберто Скароне с «Пеньяролем» стал первым победителем Кубка Либертадорес

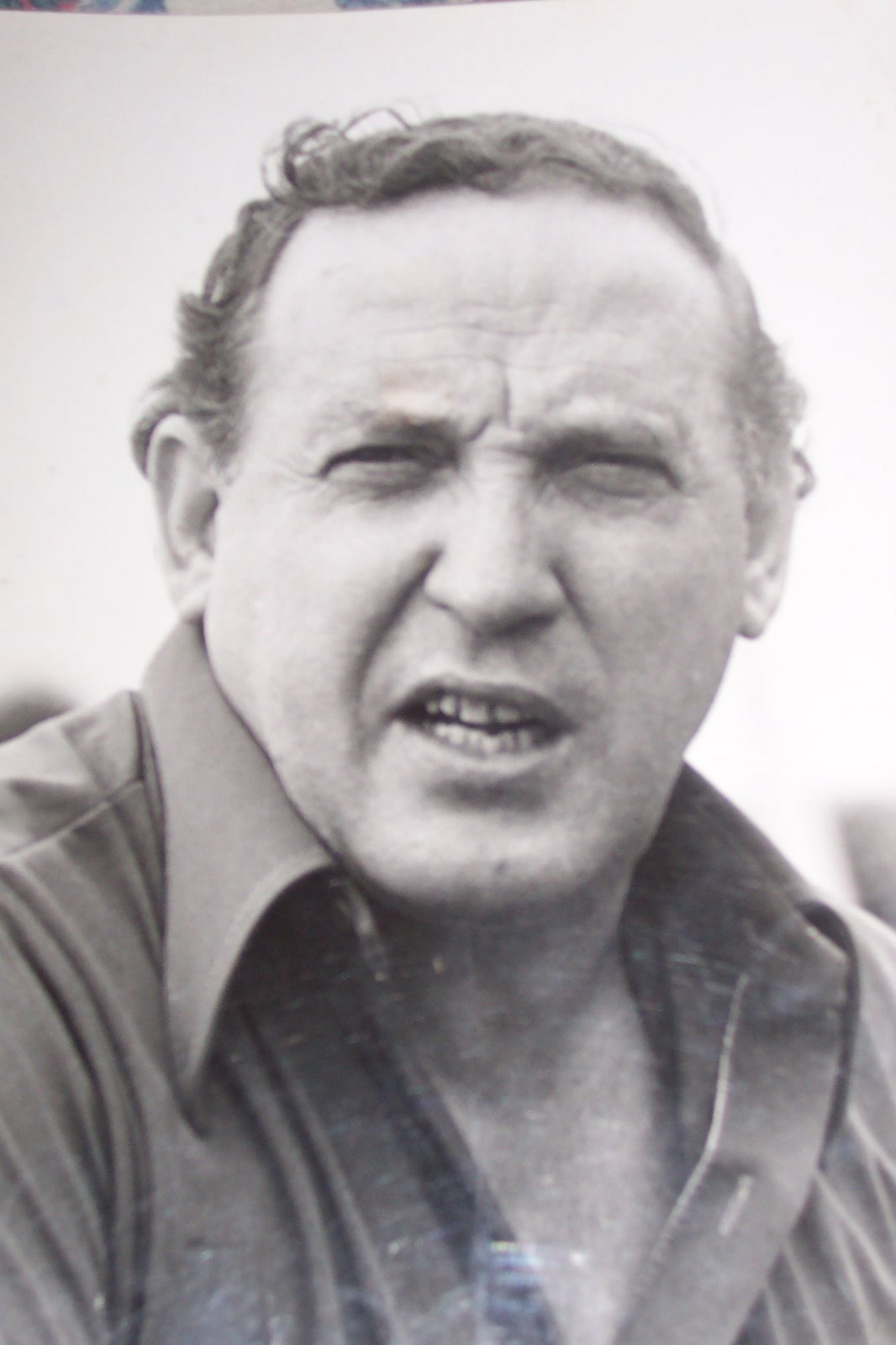
Освальдо Субельдия единственный кому удалось трижды подряд завоевать Кубок Либертадорес в качестве тренера

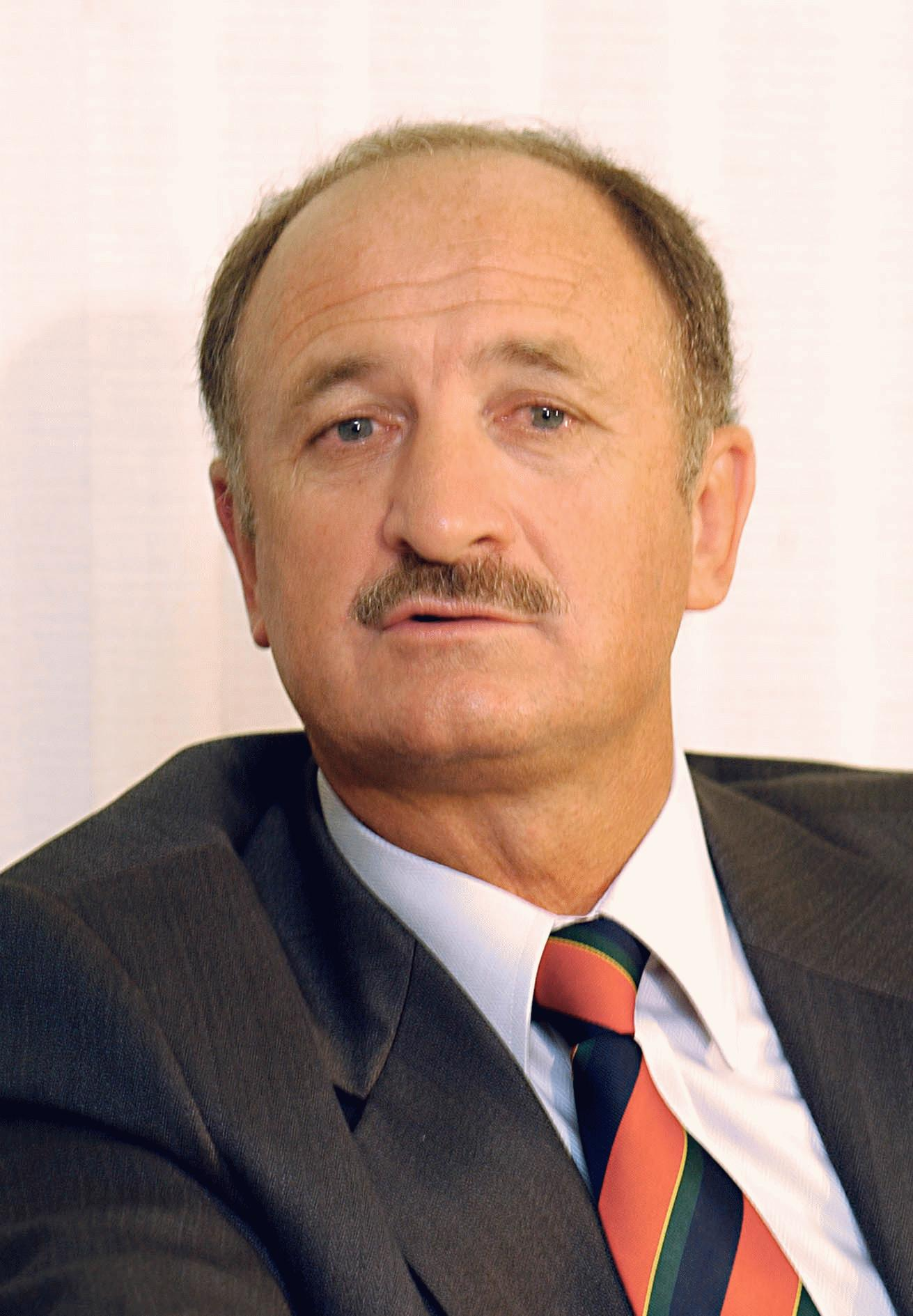
Луис Фелипе Сколари выигрывал Кубок Либертадорес в 1995 и 1999 годах — с «Гремио» и «Палмейрасом» соответственно

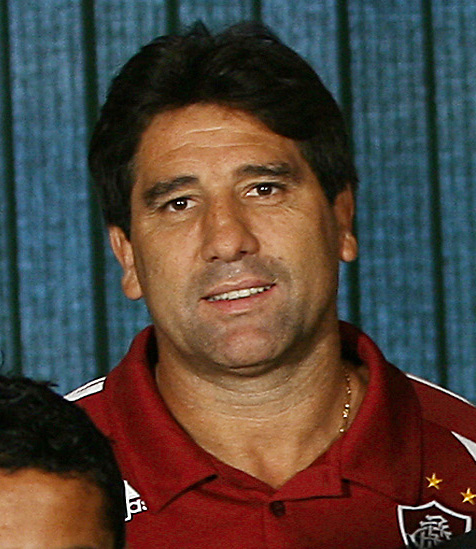
Ренато Гаушо стал первым бразильцем, выигравшим Кубок Либертадорес как игрок (в 1983 году) и как главный тренер (в 2017 году). Оба раза он побеждал с «Гремио».

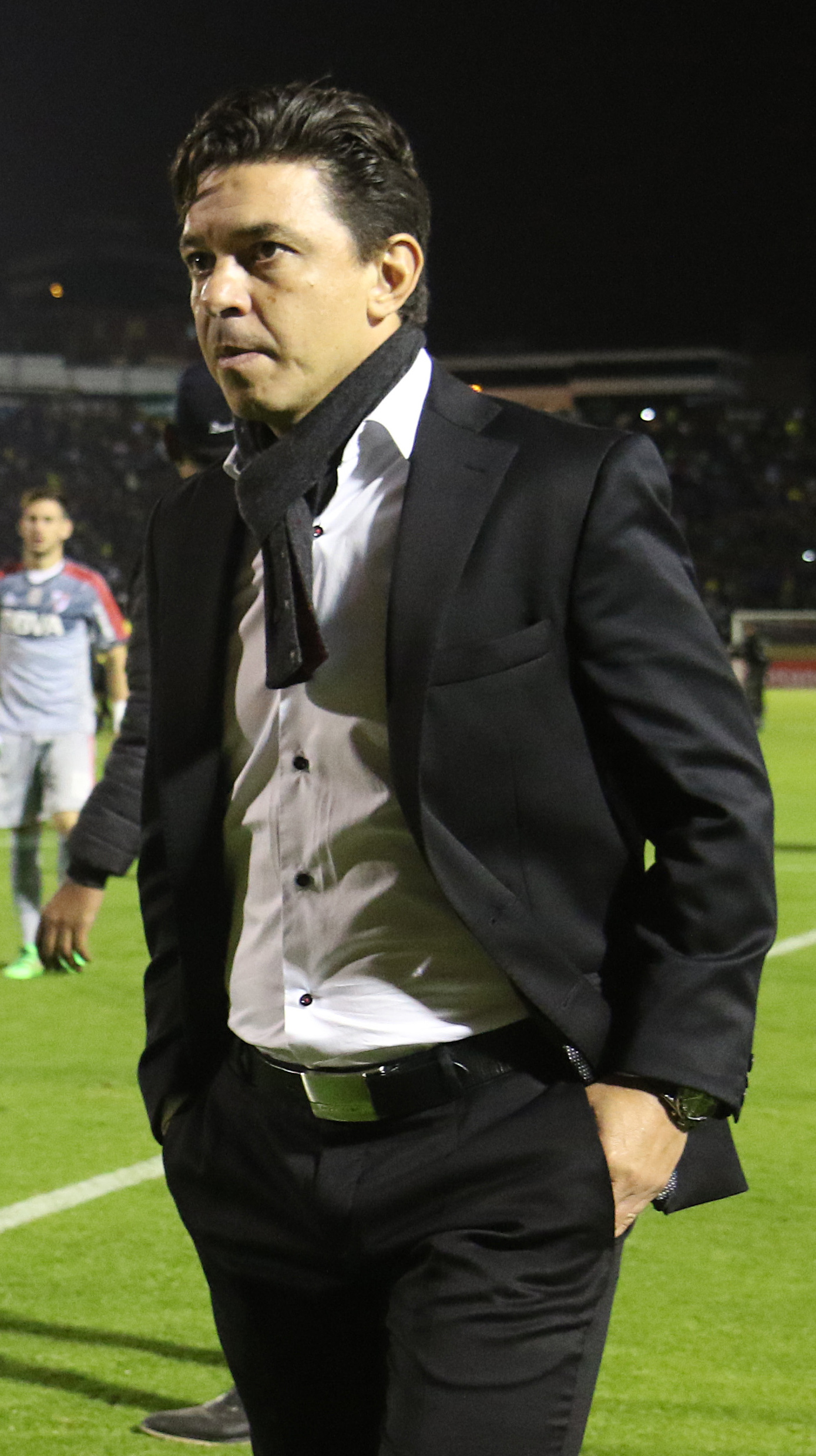
Марсело Гальярдо — самый успешный тренер в истории «Ривер Плейта».

| Финал | Национальность        | Тренер-победитель                  | Клуб               | Прим.                |
| ----- | --------------------- | ---------------------------------- | ------------------ | -------------------- |
| 1960  | Уругвай               | Роберто Скароне                    | Пеньяроль          | [ 1 ]                |
| 1961  | Уругвай               | Роберто Скароне (2)                | Пеньяроль          | [ 1 ]                |
| 1962  | Бразилия              | Лула                               | Сантос             | [ 1 ]                |
| 1963  | Бразилия              | Лула (2)                           | Сантос             | [ 1 ]                |
| 1964  | Аргентина             | Мануэль Джудиче                    | Индепендьенте      | [ 1 ]                |
| 1965  | Аргентина             | Мануэль Джудиче (2)                | Индепендьенте      | [ 1 ]                |
| 1966  | Уругвай               | Роке Масполи                       | Пеньяроль          | [ 1 ]                |
| 1967  | Аргентина             | Хуан Хосе Писсути                  | Расинг             | [ 1 ]                |
| 1968  | Аргентина             | Освальдо Субельдия                 | Эстудиантес        | [ 1 ]                |
| 1969  | Аргентина             | Освальдо Субельдия (2)             | Эстудиантес        | [ 1 ]                |
| 1970  | Аргентина             | Освальдо Субельдия (3)             | Эстудиантес        | [ 1 ]                |
| 1971  | Уругвай               | Вашингтон Этчаменди                | Насьональ          | [ 1 ]                |
| 1972  | Аргентина             | Педро Дельяча                      | Индепендьенте      | [ 1 ]                |
| 1973  | Аргентина             | Умберто Маскио                     | Индепендьенте      | [ 1 ]                |
| 1974  | Аргентина             | Роберто Феррейро                   | Индепендьенте      | [ 1 ]                |
| 1975  | Аргентина             | Педро Дельяча (2)                  | Индепендьенте      | [ 1 ]                |
| 1976  | Бразилия              | Зезе Морейра                       | Крузейро           | [ 1 ]                |
| 1977  | Аргентина             | Хуан Карлос Лоренсо                | Бока Хуниорс       | [ 1 ]                |
| 1978  | Аргентина             | Хуан Карлос Лоренсо (2)            | Бока Хуниорс       | [ 1 ]                |
| 1979  | Уругвай               | Луис Кубилья                       | Олимпия            | [ 1 ]                |
| 1980  | Уругвай               | Хуан Мартин Мухика                 | Насьональ          | [ 1 ]                |
| 1981  | Бразилия              | Пауло Сезар Карпежиани             | Фламенго           | [ 1 ]                |
| 1982  | Уругвай               | Уго Баньюло                        | Пеньяроль          | [ 1 ]                |
| 1983  | Бразилия              | Валдир Эспиноза                    | Гремио             | [ 1 ]                |
| 1984  | Аргентина             | Хосе Омар Пасториса                | Индепендьенте      | [ 1 ]                |
| 1985  | Аргентина             | Хосе Юдика                         | Архентинос Хуниорс | [ 1 ]                |
| 1986  | Аргентина             | Эктор Вейра                        | Ривер Плейт        | [ 1 ]                |
| 1987  | Уругвай               | Оскар Вашингтон Табарес            | Пеньяроль          | [ 1 ]                |
| 1988  | Уругвай               | Роберто Флейтас                    | Насьональ          | [ 1 ]                |
| 1989  | Колумбия              | Франсиско Матурана                 | Атлетико Насьональ | [ 1 ]                |
| 1990  | Уругвай               | Луис Кубилья (2)                   | Олимпия            | [ 1 ]                |
| 1991  | Югославия             | Мирко Йозич                        | Коло-Коло          | [ 1 ]                |
| 1992  | Бразилия              | Теле Сантана                       | Сан-Паулу          | [ 1 ]                |
| 1993  | Бразилия              | Теле Сантана (2)                   | Сан-Паулу          | [ 1 ]                |
| 1994  | Аргентина             | Карлос Бьянки                      | Велес Сарсфилд     | [ 1 ]                |
| 1995  | Бразилия              | Луис Фелипе Сколари                | Гремио             | [ 1 ]                |
| 1996  | Аргентина             | Рамон Диас                         | Ривер Плейт        | [ 1 ]                |
| 1997  | Бразилия              | Пауло Аутуори                      | Крузейро           | [ 1 ]                |
| 1998  | Бразилия              | Антонио Лопес                      | Васко да Гама      | [ 1 ]                |
| 1999  | Бразилия              | Луис Фелипе Сколари (2)            | Палмейрас          | [ 1 ]                |
| 2000  | Аргентина             | Карлос Бьянки (2)                  | Бока Хуниорс       | [ 1 ]                |
| 2001  | Аргентина             | Карлос Бьянки (3)                  | Бока Хуниорс       | [ 1 ]                |
| 2002  | Аргентина             | Нери Пумпидо                       | Олимпия            | [ 1 ]                |
| 2003  | Аргентина             | Карлос Бьянки (4)                  | Бока Хуниорс       | [ 1 ]                |
| 2004  | Колумбия              | Луис Фернандо Монтойя              | Онсе Кальдас       | [ 1 ]                |
| 2005  | Бразилия              | Пауло Аутуори (2)                  | Сан-Паулу          | [ 2 ]                |
| 2006  | Бразилия              | Абел Брага                         | Интернасьонал      | [ 3 ]                |
| 2007  | Аргентина             | Мигель Анхель Руссо                | Бока Хуниорс       | [ 4 ]                |
| 2008  | Аргентина             | Эдгардо Бауса                      | ЛДУ Кито           | [ 5 ]                |
| 2009  | Аргентина             | Алехандро Сабелья                  | Эстудиантес        | [ 6 ]                |
| 2010  | Уругвай · Бразилия    | Хорхе Фоссати Селсо Рот            | Интернасьонал      | [ 7 ] [ 8 ]          |
| 2011  | Бразилия              | Муриси Рамальо                     | Сантос             | [ 9 ]                |
| 2012  | Бразилия              | Тите                               | Коринтианс         | [ 10 ]               |
| 2013  | Бразилия              | Кука                               | Атлетико Минейро   | [ 11 ]               |
| 2014  | Аргентина             | Эдгардо Бауса (2)                  | Сан-Лоренсо        | [ 12 ]               |
| 2015  | Аргентина             | Марсело Гальярдо                   | Ривер Плейт        | [ 13 ]               |
| 2016  | Колумбия              | Рейнальдо Руэда                    | Атлетико Насьональ | [ 14 ]               |
| 2017  | Бразилия              | Ренато Гаушо                       | Гремио             | [ 15 ]               |
| 2018  | Аргентина             | Марсело Гальярдо                   | Ривер Плейт        | [ 16 ]               |
| 2019  | Бразилия · Португалия | Абел Брага Жорже Жезуш             | Фламенго           | [ 17 ] [ 18 ] [ 19 ] |
| 2020  | Бразилия · Португалия | Вандерлей Лушембурго Абел Феррейра | Палмейрас          | [ 20 ] [ 21 ] [ 22 ] |
| 2021  | Португалия            | Абел Феррейра                      | Палмейрас          | [ 23 ]               |
| 2022  | Португалия · Бразилия | Паулу Соуза Доривал Жуниор         | Палмейрас          | [ 24 ] [ 25 ]        |

## Главные тренеры по национальности
В этой таблице указано количество побед по национальности главных тренеров.
| Национальность | Количество побед  |
| -------------- | ----------------- |
| Аргентина      | 27                |
| Бразилия       | 21 (1 — частично) |
| Уругвай        | 11                |
| Португалия     | 4 (1 — частично)  |
| Колумбия       | 3                 |
| / Хорватия     | 1                 |

## Комментарии
1. ↑  Хорхе Фоссати вывел «Интернасьонал» в полуфинал, в последних четырёх матчах турнира команду возглавлял уже Селсо Рот.
2. ↑  Абел Брага вывел «Фламенго» в плей-офф, возглавляя клуб в шести матчах группового этапа. В остальных матчах турнира команду возглавлял уже Жорже Жезуш.
3. ↑  Вандерлей Лушембурго руководил «Палмейрасом» до октября 2020 года в пяти матчах группового этапа и именно при нём клуб обеспечил себе первое место. В шестом туре обязанности главного тренера исполнял Андрей Лопес. В матчах плей-офф команду возглавлял уже Абел Феррейра.
4. ↑  Паулу Соуза руководил «Фламенго» во всех шести матчах группового этапа. В матчах плей-офф команду возглавлял уже Доривал Жуниор.